# Prince of Persia 3D
Prince of Persia 3D is een actie-avonturenspel uit 1999, ontwikkeld door Red Orb Entertainment en gepubliceerd door The Learning Company. Het is het eerste computerspel in de reeks, uitgevoerd in 3D (vandaar zijn naam), geproduceerd door Brøderbund en ontworpen door Jordan Mechner. Naast de Windows-versie kent het spel ook een variant voor de Sega Dreamcast onder de naam Prince of Persia: Arabian Nights (uitgekomen in november 2000 en alleen in Noord-Amerika).

## Verhaal
De gemene tovenaar Jafar is verslagen en het hele land viert feest. Voor de Prins is het eindelijk tijd zijn liefde met de Prinses, de dochter van de Sultan, te bezegelen met een huwelijk. De Sultan, blij met feit dat het de Prins gelukt is Jaffar te verslaan, staat het huwelijk toe. Na afloop van de festiviteiten krijgt de Sultan een uitnodiging om langs te komen aan het hof van zijn jongere broer, Koning Assan. Wanneer de Sultan, de Prinses en de Prins in het paleis van Koning Assan zijn, slaat de sfeer plotseling om. De Prinses wordt weggeleid naar haar verblijf en mag niet meer in contact staan met haar man, de Prins. De Prins, die in aanwezigheid van de Sultan en Assan wordt vermaakt, wordt volkomen onverwacht aangevallen, ontdaan van zijn mooie kleren en wapens en ten slotte in de kerkers van het paleis gegooid. Vanaf dat moment begint de Prins aan een zoektocht naar antwoorden en probeert hij uit alle macht de Prinses te redden.
Later blijkt dat de Sultan in een eerder stadium zijn dochter, de Prinses, aan de zoon van Assan, Rugnor, beloofd had. De Sultan probeert onder het gesloten pact uit te komen maar wordt door Assan onder druk gezet. Zijn dochter zal hoe dan ook met Rugnor moeten trouwen... Als de Prins later in het paleis verhaal gaat halen bij de Sultan zegt deze dat hij iedere vrouw het koninkrijk kan krijgen en zoveel als hij er maar wil, maar dat hij (de Sultan) geen recht had zijn dochter met de Prins te laten trouwen. De Prins gaat hier echter niet mee akkoord. Koning Assan probeert intussen de Prins te vermoorden met een dolk. Dit mislukt omdat de Sultan ertussen springt en de steek opvangt. De Sultan, wetende dat hij zal sterven, geeft aan dat nu hij sterft het pact met zijn broer geen stand zal houden en hij moedigt de Prins aan te gaan voor zijn zaak. Achtervolgd door de paleiswachten ontsnapt de prins uiteindelijk uit het paleis om de Prinses te redden die inmiddels door Rugnor is ontvoerd.
Rugnor probeert met de Prinses te ontsnappen in een grote witte luchtballon, maar gelukkig weet de Prins ook op tijd aan boord te komen. Bovenaan volgt de eerste confrontatie met Rugnor, die een groot tijgerachtig uiterlijk heeft. Gelukkig weet de Prins het gevecht te winnen, Rugnor stort naar beneden. Net echter op het moment dat de Prins zich naar zijn vrouw wil begeven, vliegt Rugnor op een groot zwart paard de Prinses tegemoet en grijpt haar. De Prins probeert nog naar Rugnor op het paard toe te komen maar verliest het en valt omlaag. Gelukkig landt hij relatief zacht en kan hij zijn weg naar de Prinses vervolgen. Zij geeft ondertussen Rugnor te kennen dat ze nooit zijn vrouw zal worden en probeert hem te vermoorden, dit mislukt echter waardoor Rugnor zijn geduld verliest en besluit haar op gruwelijke wijze te vermoorden (in een machine waarmee ze gedood wordt door verdrukking). De Prins is echter net op tijd in de Maantempel om dit te voorkomen. In een race tegen de klok moet hij en (voor de laatste keer) Rugnor verslaan en de Prinses redden uit de machine. Na een emotioneel weerzien vliegen de Prins en de Prinses samen op een Lamassu weg, een nieuwe toekomst tegemoet.

## Levels
Het spel bestaat uit zestien levels, te weten:
- Level 1: Ontsnapping uit de Gevangenis
- Level 2: De Ivoren Toren
- Level 3: Waterballet
- Level 4: Het Paleis (Deel 1: Ingang)
- Level 5: Het Paleis (Deel 2: Het Binnenste)
- Level 6: Het Paleis (Deel 3: De Ontsnapping)
- Level 7: Het Dak Op
- Level 8: De Stad en de Droogdokken
- Level 9: Bewegende Delen (Deel 1)
- Level 10: Bewegende Delen (Deel 2: Bovenste Gedeelte)
- Level 11: Bewegende Delen (Deel 3: Finale)
- Level 12: Zwevende Ruïnes
- Level 13: Rotsen
- Level 14: Zonnetempel
- Level 15: Maantempel (Deel 1 en Deel 2)
- Level 16: Finale